# Edward Keble Talbot
Edward Keble MC KHC (31 décembre 1877 - 21 octobre 1949) est un prêtre anglican anglais, qui est le supérieur de la Communauté de la Résurrection (en), une communauté religieuse pour hommes à Mirfield, Yorkshire de l'Ouest.

## Jeunesse et famille
Talbot est le fils de la militante pour l'éducation Lavinia Talbot (en) et d'Edward Stuart Talbot, le premier directeur du Keble College d'Oxford, qui devient plus tard évêque de Rochester, évêque de Southwark puis évêque de Winchester. Son frère, Neville Stuart Talbot, devient évêque de Pretoria.
Talbot fait ses études à Winchester College puis à Christ Church, Oxford, où il obtient un diplôme de deuxième classe en Literae Humaniores (classiques) .

## Ministère religieux
Talbot est ordonné en 1904. De 1904 à 1906, il est vicaire de l'église St Mary à Woolwich dans le sud-est de Londres. Il rejoint la Communauté de la Résurrection en 1906.
Avec le déclenchement de la Première Guerre mondiale, Talbot est nommé dans l'armée britannique en tant qu'aumônier temporaire des Forces de 4e classe (équivalent au grade de capitaine) le 21 août 1914. Dans les honneurs de l'anniversaire du roi de 1916, il reçoit la Croix militaire (MC). Du 18 avril 1916 au 19 février 1917, il occupe le grade temporaire d'aumônier des Forces de 3e classe (équivalent en grade de major) tout en servant comme aumônier principal d'une division. Le 15 février 1918, il est nommé aumônier temporaire des Forces de 2e classe (grade équivalent à celui de lieutenant-colonel) et nommé aumônier principal d'un corps. Le 30 septembre 1918, il renonce à la nomination d'aumônier principal d'un corps et revient au grade d'aumônier temporaire de la 4e classe des Forces. Il continue à servir dans l'armée jusqu'en 1919 .
Il devient Supérieur de la Communauté de la Résurrection en 1922, servant jusqu'en 1940. Le 2 juillet 1920, il est également nommé aumônier du roi George V. Il continue comme aumônier d'Édouard VIII et de George VI quittant son poste en 1945 .
Il est décédé le 21 octobre 1949; il ne s'est jamais marié ,.